# Tédjé
Tédjé est une commune rurale du Mali, chef-lieu d'arrondissement dans le cercle de Douentza et la région de Douentza. Elle a pour chef-lieu la localité de Tongo-Tongo.

## Villages
La commune s'étend sur 12 localités relevées lors du recensement général de 2009. 
Les villages les plus peuplés sont :
- Saoura Kom (1 354 habitants) ;
- Saoura Amebile (1 166 habitants) ;
- Guéné Doundé (1 011 habitants).

En 2009, la localité de Tongo-Tongo compte 466 habitants.